# Матвеева, Зоя Прокофьевна
Зо́я Проко́фьевна Матве́ева (6 октября 1929 — 27 ноября 2017) — советская спортсменка и тренер по лёгкой атлетике. Заслуженный тренер РСФСР.

## Биография
Зоя Прокофьевна Матвеева родилась в 1929 году в Ленинграде. С юношеских лет занималась лёгкой атлетикой. В 1954 году окончила Ленинградский государственный университет, а в 1957 году — ГДОИФК имени П. Ф. Лесгафта. Тренировалась у Заслуженного тренера СССР В. И. Алексеева.
Работала в качестве тренера в ДЮСШ Дзержинского района Ленинграда в 1948—1971 гг. С 1971 года также работала тренером Училища олимпийского резерва № 1 (в Ленинграде). В 1951—1971 гг. занимала должность тренера юношеской сборной Ленинграда по метанию и многоборью. В 1971—1991 гг. — тренер молодёжной сборной СССР по лёгкой атлетике.
В 1987 году Зоя Прокофьевна Матвеева за свои высокие достижения на педагогическом поприще была удостоена почётного звания «Заслуженный тренер РСФСР».
За долгие годы тренерской работы под её руководством прошли спортивную подготовку многие выдающиеся спортсмены. Среди самых известных её воспитанников — Т. Блохина, Леонид Лапшин, Жанна Гиммельфарб, а также Л. Пелешенко, серебряный призёр Олимпийских игр 2000 года в толкании ядра.
Умерла 27 ноября 2017 года в Санкт-Петербурге.

### Семья
Супруг — Б. М. Матвеев (1929—1968) — легкоатлет, участник Олимпийских игр, впоследствии тренер.